# John Gurdon
John Bertrand Gurdon (ur. 2 października 1933 w Dippenhall) – brytyjski biolog, laureat Nagrody Nobla w dziedzinie fizjologii lub medycyny

## Życiorys
Studiował w Christ Church w Oksfordzie, gdzie uzyskał w 1956 roku B.A. w dziedzinie zoologii, a następnie w 1960 roku doktorat z embriologii. Staż podoktorski odbył w Kalifornijskim Instytucie Technologicznym, potem pracował na Uniwersytecie Oksfordzkim i Uniwersytecie w Cambridge.
W latach 50. i 60. XX wieku opracował metodę transferu jąder komórkowych, co pozwoliło mu na zastąpienie jądra komórki jajowej żaby jądrem pobranym z jelita kijanki. Jajo rozwinęło się w zdrową, normalnie funkcjonującą kijankę. 
W 2012 roku został, wraz z Shin’yą Yamanaką, uhonorowany Nagrodą Nobla w dziedzinie fizjologii lub medycyny za odkrycie, że dojrzałe komórki mogą być przeprogramowane w komórki pluripotentne (komórki macierzyste).

## Wyróżnienia i nagrody
- Nagroda Wolfa (1989)
- Albert Lasker Award for Basic Medical Research (2009)
- Nagroda Nobla w dziedzinie fizjologii lub medycyny (2012)